# Гальманнзег
Гальманнзег (нем. Gallmannsegg) — коммуна (нем. Gemeinde) в Австрии, в федеральной земле Штирия. 
Входит в состав округа Фойтсберг.  Население составляет 333 человека (на 31 декабря 2005 года). Занимает площадь 32,87 км². Официальный код  —  61603.

## Политическая ситуация
Бургомистр коммуны — Аугуст Холь (АНП) по результатам выборов 2005 года.
Совет представителей коммуны (нем. Gemeinderat) состоит из 9 мест.
- АНП занимает 5 мест.
- СДПА занимает 4 места.